# Galeus atlanticus
Galeus atlanticus är en hajart som först beskrevs av Vaillant 1888.  Galeus atlanticus ingår i släktet Galeus och familjen rödhajar. Inga underarter finns listade i Catalogue of Life.
Arten förekommer i västra Medelhavet, i Gibraltarsundet och i angränsande områden av Atlanten från södra Spanien och Portugal till norra Marocko. Ett exemplar upptäcktes vid Mauretanien. Galeus atlanticus vistas vanligen i regioner som ligger 300 till 750 meter under havsytan och ibland kommer den fram till vattenytan.
Hannar och honor blir könsmogna vid en längd något kortare än 40 cm och full utvecklade exemplar är ungefär 45 cm långa. Honans ägg har en diameter av 11 till 13 mm men de är utrustade med ett broskigt skyddshölje och hela strukturen kan ha en diameter av 40 mm.
Galeus atlanticus förekommer ibland som bifångst vid fiske på andra arter. På grund av den begränsade utbredningen listas hela beståndet av IUCN som nära hotad (NT).